# Tạ Minh Tâm (chính khách)
Tạ Minh Tâm (sinh ngày 7 tháng 11 năm 1978) là một chính trị gia người Việt Nam. Ông hiện là đại biểu Quốc hội Việt Nam khóa 14 nhiệm kì 2016-2021, thuộc đoàn đại biểu quốc hội tỉnh Tiền Giang, Chủ tịch Hội Nông dân tỉnh Tiền Giang, Ủy viên Ủy ban Tư pháp của Quốc hội. Ông đã trúng cử đại biểu Quốc hội năm 2016 ở đơn vị bầu cử số 3, tỉnh Tiền Giang gồm có thị xã Gò Công và các huyện: Chợ Gạo, Gò Công Tây, Gò Công Đông, Tân Phú Đông.

## Xuất thân
Tạ Minh Tâm sinh ngày 7 tháng 11 năm 1978 quê quán ở thị trấn Giồng Trôm, huyện Giồng Trôm, tỉnh Bến Tre.
Ông hiện cư trú ở Số H26 đường Lê Thị Hồng Gấm, phường 6, thành phố Mỹ Tho, tỉnh Tiền Giang.

## Giáo dục
- Giáo dục phổ thông: 12/12
- Cử nhân Luật
- Cao cấp lí luận chính trị

## Sự nghiệp
Ông gia nhập Đảng Cộng sản Việt Nam vào ngày 17/3/2005.
Ông từng là đại biểu hội đồng nhân dân tỉnh Tiền Giang
Khi ứng cử đại biểu Quốc hội Việt Nam khóa 14 vào tháng 5 năm 2016 ông đang là Ủy viên Đảng đoàn, Phó Bí thư Chi bộ, Phó Chủ tịch Hội Nông dân tỉnh Tiền Giang, làm việc ở Hội Nông dân tỉnh Tiền Giang.
Ông đã trúng cử đại biểu quốc hội năm 2016 ở đơn vị bầu cử số 3, tỉnh Tiền Giang gồm có thị xã Gò Công và các huyện: Chợ Gạo, Gò Công Tây, Gò Công Đông, Tân Phú Đông, được 303.003 phiếu, đạt tỷ lệ 60,18% số phiếu hợp lệ.
Ông hiện là Chủ tịch Hội Nông dân tỉnh Tiền Giang, Ủy viên Ủy ban Tư pháp của Quốc hội.
Ông đang làm việc ở Hội Nông dân tỉnh Tiền Giang.
Trước năm 2010 ông công tác tại sở Nông nghiệp và phát triển nông thôn tỉnh Bến Tre. 
Năm 2013 ông được luân chuyển về làm chủ tịch Hội nông dân thị xã Cai Lậy, tỉnh Tiền Giang.
Năm 2016 ông được bổ nhiệm làm Phó Chủ tịch Hội nông dân tỉnh Tiền Giang. 
Hiện nay ông là Chủ tịch Hội nông dân tỉnh Tiền Giang